# Безконтактне доставляння
Безконтактне доставляння - спосіб кур'єрського доставляння товарів (найчастіше їжі), за якого одержувач не контактує з кур'єром. Доставлювані товари залишаються перед вхідними дверима, і замовник забирає їх після того, як кур'єр піде. Оплата товару, як правило, здійснюється онлайн. Безконтактне доставляння слід відрізняти від доставляння на ґанок, за якого доставлювана посилка залишається перед входом в житлі, коли господаря немає вдома. Проте, доставляння на ґанок аналогічне «безконтактному» в гігієнічному сенсі та може бути використане в такій якості.
Безконтактне доставляння стало популярним у 2020 році на тлі пандемії коронавірусу, проте її санітарно-гігієнічні переваги оцінюються неоднозначно[⇨].

## Опис процесу
Споживач робить замовлення товару за допомогою онлайн-сервісу та оплачує за допомогою банківської картки або системи електронних платежів. Співробітники крамниці чи ресторану упаковують замовлення в індивідуальну упаковку і разом з іншими замовленнями передають кур'єру. Кур'єр, який використовує засоби індивідуального захисту органів дихання, прибуває за адресою, ставить на підлогу перед дверима свій заплічник, кладе замовлення на нього і дзвонить телефоном або у дверний дзвінок, повідомляючи замовника про доставлення. Після цього кур'єр відходить від дверей на кілька метрів, а споживач забирає товар з порога. Після того як він забрав замовлення і закрив двері, кур'єр забирає сумку і відправляється далі. Коштом цього виключається повітряно-крапельна передача вірусного зараження між учасниками процесу.
Можлива і готівкова оплата замовлення. У цьому випадку клієнт, що забрав замовлення, залишає на кур'єрській сумці гроші. Якщо у нього є тільки великі купюри, то він може через двері повідомити про це кур'єру, який відразу відлічить здачу і залишить її разом із замовленням. Готівкова оплата практикується рідко, найбільші служби доставляння їжі не надають такої можливості.

## Поширення
Пандемія COVID-19 призвела до значного зростання попиту на послуги доставляння їжі через небажання (в деяких країнах і регіонах - заборону) багатьом громадянам виходити з дому. При цьому стали виникати побоювання того, що зараження коронавірусом може поширюватися через кур'єрів. Однією з рекомендацій щодо недопущення поширення вірусу, що передається повітряно-крапельним і контактним шляхом, є відсутність близького контакту між людьми, а віг неминучий під час доставлення з рук в руки.

## Оцінки
Користь безконтактного доставлення ставиться під сумнів рядом лікарів. Відзначається, що воно є значною мірою маркетинговим ходом.
Не підлягає сумніву той факт, що безконтактне доставляння в поєднанні з використанням ЗІЗОД захищає від повітряно-крапельної передачі вірусу. Також відзначається її позитивний психологічний ефект.
Відзначається і логістичний недолік - таке доставляння займає трохи більше часу в порівнянні з передачею товару з рук в руки .